# دانی لا رو
 دانی لا رو (انگلیسی: Danny La Rue؛ ۲۶ ژوئیهٔ ۱۹۲۷ – ۳۱ مهٔ ۲۰۰۹) یک موسیقی‌دان اهل بریتانیا بود.